# 국도 제505호선 (일본)

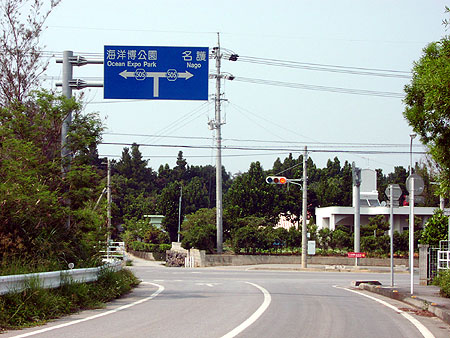
이마도리 교차로를 통해 직접 만나게 되는 505번 국도.

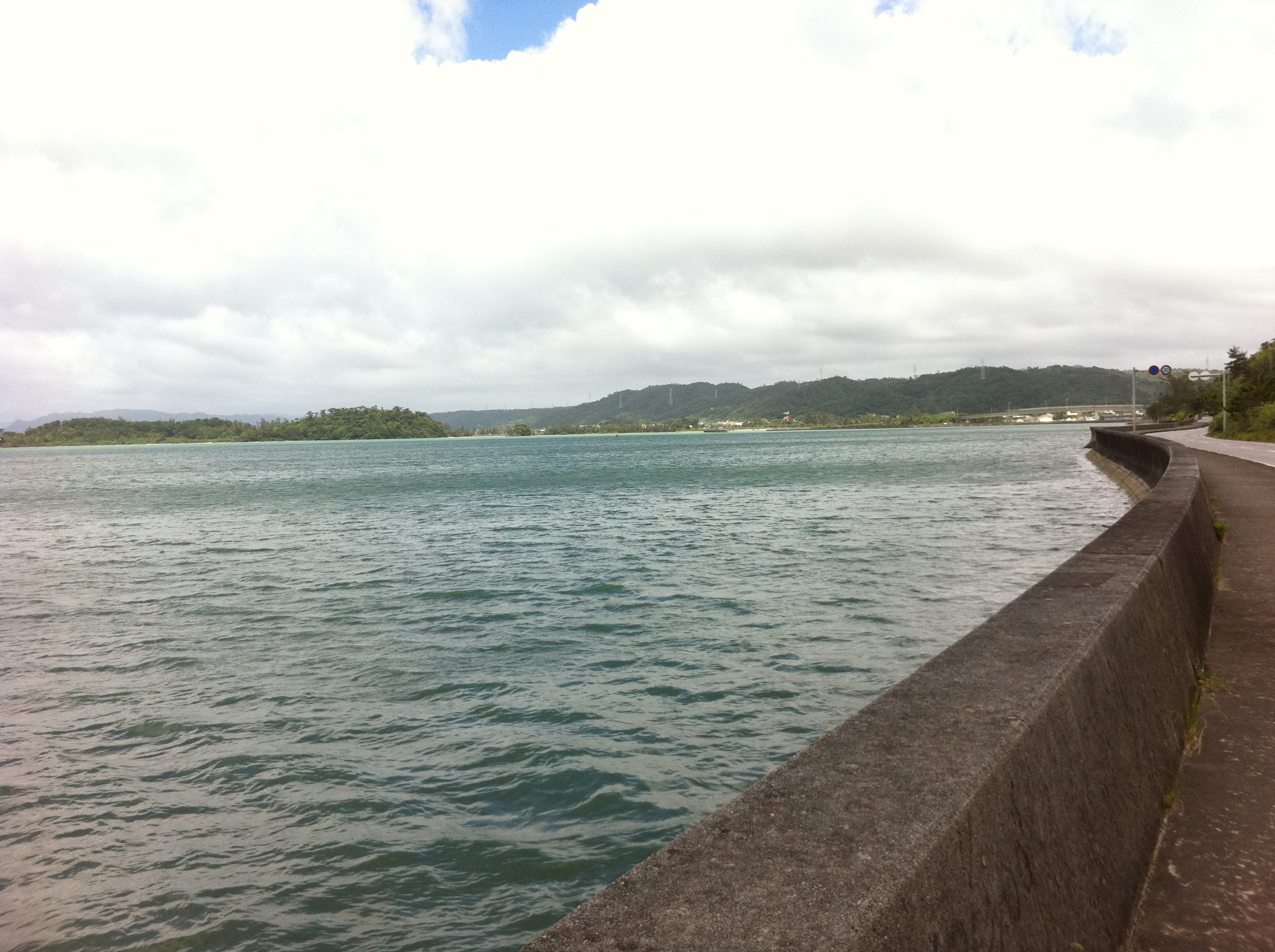
오키나와현 나고시 나카오 일대의 파노라미오.

일본 505번 국도(일본어: 国道505号→국도 505호)는 오키나와현 구니가미군 모토부정에서 출발, 같은 군의 나키진촌을 거쳐 나고시까지 이어주는 총연장 22.4 km 구간의 일반국도 노선이다. 그러나 이 국도 노선은 449번 국도와 정반대가 되는 개념을 가진 국도 노선으로 보이게 되지만, 실질적으로는 중간에 58번 국도를 사이에 두고 이어주는 도로망이기도 하며, 58번 국도를 기준으로 반쪽 C자형 선형을 가진 국도의 일부 선형이기도 하다.

## 노선 정보
- 기점: 오키나와현 구니가미군 모토부정 (우라사키에서는 449번 국도와 만남)
- 종점: 오키나와현 나고시 (나카오시에서는 58번 국도와 직접 만남)
- 총 연장: 22.4 km
- 실제 연장: 22.4 km
  - 현도: 21.5 km
  - 구도: 0.8 km
  - 신도: 없음

## 지리

### 통과하는 지자체
- 오키나와현: 구니가미군 (모토부정 - 나키진촌) - 나고시

### 교차하는 도로
- 국도: 국도 제58호선, 국도 제449호선
- 현도: 아래와 같음.
  - 오키나와현도 제114호선
  - 오키나와현도 제91호선
  - 오키나와현도 제115호선
  - 오키나와현도 제72호선
  - 오키나와현도 제248호선
  - 오키나와현도 제123호선
  - 오키나와현도 제71호선

## 같이 보기
- 모토부 순환선(일본어판)